# Santa Vitória do Palmar (ort)
Santa Vitória do Palmar är en ort i Brasilien.   Den ligger i kommunen Santa Vitória do Palmar och delstaten Rio Grande do Sul, i den södra delen av landet, 2 000 km söder om huvudstaden Brasília. Santa Vitória do Palmar ligger 22 meter över havet och antalet invånare är 27 775.
Terrängen runt Santa Vitória do Palmar är mycket platt.
Trakten runt Santa Vitória do Palmar består till största delen av jordbruksmark. Runt Santa Vitória do Palmar är det ganska glesbefolkat, med 25 invånare per kvadratkilometer.